# Паррасій
Паррасій (приб. 420–370 роки до н. е.) — видатний давньогрецький маляр. Представник Іонічної школи живопису.

## Життєпис
Народився у м.Ефес у родині місцевого маляра Евенора. Навчання здобув під орудою батька, який був один з представників Іонічної школи живопису. Набувши ці знання й досягши успіху у рідному місті Паррасій переїздить до Афін у 400 році до н. е. Перебуваючи в цьому місті Паррасій отримав загальногрецьке визнання й афінське громадянство. Найбільший розквіт його творчості припадає на 400–388 роки до н. е. Втім, за деякими відомостями Паррасій продовжував працював до кінця життя.
Паррасій дуже майстерно малював на дереві та папірусі. Він перше досяг того, що постаті виділяються завдяки гарно розробленого фону. Багато робіт Паррасія прикрашали громадські будівлі, палаци аристократів та державних діячів. Темами робіт Паррасія були здебільшого міфологічні та історичні особи.
Більшість робіт Паррасія була перевезена римським імператором Октавіаном Августом до Риму. Імператор Тіберій отримав у спадок картину Мелеагр та Аталанта.

## Твори Паррасія
- Тесей
- Демос (або Афіняни)
- Мелеагр та Аталанта
- Страждання Філоктета
- Молодий Гермес
- Зцілення Телефоса
- Прикутий Прометей
- Геракл